# Miguel Bernardeau
Miguel Bernardeau Duato (geboren op 12 december 1996) is een Spaanse acteur.

## Biografie
Bernardeau werd geboren in Valencia, als zoon van de actrice Ana Duato en producer Miguel Ángel Bernardeau. Hij studeerde dramatische kunst in de Verenigde Staten, aan het Santa Monica College en acteerde aan de American Academy of Dramatic Arts in Los Angeles. In de zomer van 2019 werd via Instagram bevestigd dat hij een relatie heeft met zangeres Aitana.

## Filmografie

### Televisie
- Cuéntame cómo pasó als Alpuente (2016)
- Inhibidos als Toni (2017)
- Sabuesos als Isaac (2018)
- Élite als Guzmán Nunier Osuna (2018-2021)
- Caronte als Javier Sáez Fragua (2020)

### Film
- Het is voor je eigen bestwil als Dani (2016)
- Ola de crímenes als Julen (2018)